# Gajevci
Gajevci este o localitate din comuna Gorišnica, Slovenia, cu o populație de 262 de locuitori.